# سیارک ۱۳۸۱۵
سیارک ۱۳۸۱۵ (به انگلیسی: 13815 Furuya، نامگذاری:1998YF7) سیزده هزار و هشتصد و پانزدهمین سیارک کشف شده‌است که در ۲۲ دسامبر ۱۹۹۸ کشف شد.
قدر مطلق سیارک برابر ۱۲٫۴۰ است.